# Un silence d'environ une demi-heure
Un silence d'environ une demi-heure est un roman de Boris Schreiber publié en 1996 au Cherche midi et ayant reçu le prix Renaudot la même année.

## Éditions
- Un silence d'environ une demi-heure, Le Cherche midi, 1996,  (ISBN 978-2862744506).